# Лукас Улльріх
Лукас Улльрих (нім. Lukas Ullrich, нар. 16 березня 2004, Берлін, Німеччина) — німецький футболіст, фланговий захисник клубу «Боруссії» (Менхенгладбах).

## Ігрова кар'єра

### Клубна
Лукас Улльріх є вихованцем берлінської «Герти». З 2015 року він грав за молодіжну команду столичного клубу. У 2022 році захисник був внесений до заявки другої команди «Герти» на турнір Регіональної ліги. Першу гру Улльріх провів 7 серпні 2022 року. Наступний сезон він почав як гравець основного складу. Але в першій команді Лукас так і не провів жодного матчу.
В липні 2023 року Улльріх перейшов до менхенгладбаської «Боруссії», підписавши з клубом контракт на чотири роки. Першу гру в елітному дивізіоні Німеччини Улльріх провів 26 серпня 2023 року проти «Баєр 04». Паралельно з цим він також грав за другу команду «Боруссії».

### Збірна
З 2020 року Лукас Улльріх виступає за юнацькі збірні Німеччини.